# Euploea euphone
Euploea euphone är en fjärilsart som beskrevs av Jean Baptiste Godart 1819. Euploea euphone ingår i släktet Euploea och familjen praktfjärilar. Inga underarter finns listade i Catalogue of Life.